# Héctor Guerrero (wrestler)
Héctor Manuel Guerrero Yañez (Città del Messico, 1º ottobre 1954) è un ex wrestler messicano con cittadinanza statunitense.
Ha lavorato nella Total Nonstop Action Wrestling come commentatore (color commentator) in lingua spagnola, e road agent tra il 2007-2015. Nel corso della sua lunga carriera ha lottato nell'American Wrestling Association e nella National Wrestling Alliance, oltre che nel circuito indipendente. È il fratello maggiore di Eddie Guerrero.

## Carriera
Héctor nacque a Città del Messico, ma la sua famiglia si trasferì ben presto a El Paso, in Texas. Guerrero frequentò l'Università del Texas a El Paso, acquisendo un dottorato in educazione fisica. Nato in una storica famiglia di wrestler, si allenava frequentemente insieme al padre, Gory, e debuttò sul ring nel 1973 usando il nome "Héctor Guerrero". Ad inizio carriera, lottò principalmente in California, spesso in incontri di coppia con i fratelli Chavo Guerrero Sr. e Mando.
Nella metà degli anni ottanta, Guerrero lottò nella National Wrestling Alliance militando nella Jim Crockett Promotions con l'identità del lottatore mascherato Lazer-Tron. Guerrero fece coppia con Jimmy Valiant in un feud che li vide contrapposti ai New Breed. Successivamente Guerrero si scontrò con Denny Brown per il titolo NWA World Junior Heavyweight Championship, e formò un tag team insieme a Manny Fernandez chiamato "The Latin Connection" fino a quando Fernandez si rivoltò contro di lui durante un match con Rick Rude e Paul Jones. Verso la fine degli anni ottanta, Guerrero lottò nella American Wrestling Association, vincendo l'AWA World Tag Team Championship in coppia con Dr. D.

### World Wrestling Federation: The Gobbledy Gooker (1990)
Nei mesi precedenti il ppv Survivor Series 1990, nei programmi televisivi WWF apparve di frequente un gigantesco e misterioso uovo, che avrebbe rivelato la propria sorpresa durante l'evento. La sera dello show, dall'uovo dischiusosi, uscì fuori The Gobbledy Gooker, lo stesso Guerrero con indosso un vistoso costume da tacchino). La reazione del pubblico alla ridicola gimmick fu estremamente negativa, con praticamente tutti gli spettatori intenti a fischiare il buffo personaggio mentre danzava sul ring insieme all'annunciatore "Mean" Gene Okerlund. I telecronisti dell'evento, Gorilla Monsoon e "Rowdy" Roddy Piper cercarono al loro meglio di simulare entusiasmo e di sembrare divertiti dallo spettacolo. Il bizzarro personaggio fece qualche altra sporadica apparizione in dei filmati promozionali dopo le Survivor Series, prima di sparire del tutto dagli schermi. Da allora fan ed addetti ai lavori si chiedono ancora se Gobbledy Gooker avrebbe veramente dovuto essere una nuova gimmick per un lottatore, poi scartata per le reazioni estremamente negative riscontrate, oppure un semplice scherzo dei vertici WWF.
Qualche anno dopo, WrestleCrap avrebbe utilizzato il nome "Gooker Award", per presentare i premi assegnati alle peggiori gimmick, storyline, o eventi del mondo del wrestling.
Dopo la cancellazione del personaggio la WWF non lo menzionò più per più di dieci anni. Nel corso dello show WWE Legends, Pat Patterson svelò che era stata di Vince McMahon l'idea di Gobbledy Gooker. Nei primi anni 2000, la WWF iniziò a guardare con ironia al proprio passato. The Gobbledy Gooker venne resuscitato in occasione di WrestleMania X-Seven per partecipare alla "Gimmick Battle Royal", una battle royal speciale alla quale parteciparono esclusivamente wrestler anziani, per la maggior parte ritiratisi dall'attività, che avevano interpretato in carriera le gimmick più strambe ed appariscenti della federazione. Sebbene il costume fosse differente rispetto all'originale, e la scritta in sovrimpressione storpiò il nome del personaggio in "Gobbley Gooker", Héctor Guerrero indossò nuovamente il costume da tacchino per l'occasione. Per la cronaca, venne eliminato per secondo dalla battle royal tra le ovazioni del pubblico.
Quando "Mean" Gene Okerlund venne ammesso nella WWE Hall of Fame nel 2006, ricordando il passato, confermò inavvertitamente il fatto che ci fosse Héctor Guerrero nel costume di Gobbledy Gooker, dicendo: «Héctor, ci siamo divertiti un sacco, ma ormai è acqua passata».
Il 29 novembre 2013, The Gobbledy Gooker apparve nel backstage di WWE Smackdown durante un party "post Giorno del ringraziamento" tenuto dal general manager di Smackdown Vickie Guerrero.

### Carriera successiva
Guerrero apparve nella Smoky Mountain Wrestling di Jim Cornette per un breve periodo nel biennio 1992-1993.
Nel 1995 si spostò nella Extreme Championship Wrestling, sfidando senza successo 2 Cold Scorpio per il titolo ECW Television Championship durante il ppv Return of The Funker.
Nel 1997 fu la volta della World Championship Wrestling, dove Guerrero affrontò il fratello Eddie. Perso l'incontro, Héctor lasciò la federazione. Eddie Guerrero affermò nella sua autobiografia che Héctor aveva lasciato la WCW perché era insoddisfatto del modo nel quale veniva trattato dalla dirigenza.

### Total Nonstop Action Wrestling (2007-2015)
Il 1º marzo 2007, la Total Nonstop Action Wrestling annunciò che Guerrero era stato ingaggiato dalla TNA come commentatore in lingua spagnola e road agent.
Il 1º maggio 2008, Guerrero accettò l'offerta dei Latin American Xchange (LAX) di diventare il loro nuovo manager, capo e mentore. L'11 maggio 2008, Guerrero guidò i LAX a tre vittorie consecutive del TNA World Tag Team Championship. Interferì anche nel secondo e nel terzo match, prima aiutando Homicide a schienare A.J. Styles, e poi togliendo Johnny Devine dall'angolo del Team 3D.
Il 25 settembre 2008, durante una puntata di Impact!, Guerrero, Homicide e Hernandez lottarono contro i Beer Money, Inc. (Robert Roode, James Storm & Jacqueline) in un "Loser's Manager Leaves Town" Match a 6 contendenti. L'incontro terminò quando Roode schienò Hernandez. Come risultato Guerrero non poté più essere il manager di Homicide & Hernandez in TNA.
Dopo aver lasciato i LAX, Guerrero tornò a ricoprire nuovamente il ruolo di commentatore.
Nel 2015, dopo 8 anni lascia la federazione.

## Personaggio

### Mossa finale
- Double underhook suplex

### Manager
- Jim Holliday
- Oliver Humperdink

### Soprannome
- "The Mexican Bandito"

## Titoli e riconoscimenti
- American Wrestling Association
  - AWA World Tag Team Championship (1) – con Dr. D
- California Pro Wrestling
  - CPW California Championship (1)
- Championship Wrestling from Florida
  - NWA Florida Heavyweight Championship (1)
  - NWA Florida Junior Heavyweight Championship (1)
  - NWA United States Tag Team Championship (Florida version) (1) – con Chavo Guerrero
- Continental Wrestling Association
  - AWA Southern Tag Team Championship (1) – con Steve Regal
- Jim Crockett Promotions
  - NWA World Junior Heavyweight Championship (1)
- NWA Hollywood Wrestling
  - NWA Americas Heavyweight Championship (2)
  - NWA Americas Tag Team Championship (6) – con Chavo Guerrero Sr. (1), Black Gordman (1), Barry Orton (1), & Mando Guerrero (3)
- NWA Tri-State
  - NWA Tri-State Tag Team Championship (1) – con Ron Sexton
- Pro Wrestling Federation
  - PWF Tag Team Championship (1) – con Eddie Guerrero
- Pro Wrestling Illustrated
  - 423º tra i migliori 500 wrestler dei PWI Years nel 2003.
- Western States Alliance
  - WSA Western States Tag Team Championship (1) - con Mando Guerrero[4]
- World Organization of Wrestling
  - WOW Heavyweight Championship (1)[4]
- Wrestling Observer Newsletter awards
  - Worst Gimmick (1990) per Gobbledy Gooker (WWF)